# Qualea lineata
Qualea lineata är en tvåhjärtbladig växtart som beskrevs av Stafleu. Qualea lineata ingår i släktet Qualea och familjen Vochysiaceae. Inga underarter finns listade i Catalogue of Life.